# Каменець (Плевенська область)
Ка́менець (болг. Каменец) — село в Плевенській області Болгарії. Входить до складу общини Пордим.

## Населення
За даними перепису населення 2011 року у селі проживали 886 осіб.
Національний склад населення села:
| Національність   | Кількість осіб | Відсоток |
| ---------------- | -------------- | -------- |
| болгари          | 786            | 97,4%    |
| цигани           | 13             | 1,6%     |
| турки            | 8              | 1,0%     |
| інша             | 0              | 0%       |
| не визначились   | 0              | 0%       |
| Всього відповіли | 807            |          |

Розподіл населення за віком у 2011 році:
Динаміка населення: